# Strzelewo
Strzelewo (tyska Strelowhagen) är en by i Nowogards kommun i distriktet Powiat goleniowski i Västpommerns vojvodskap i nordvästra Polen. Strzelewo är beläget 41 kilometer nordost om Szczecin. Före 1945 tillhörde Strzelewo Tyskland.